# Lennart Moberg

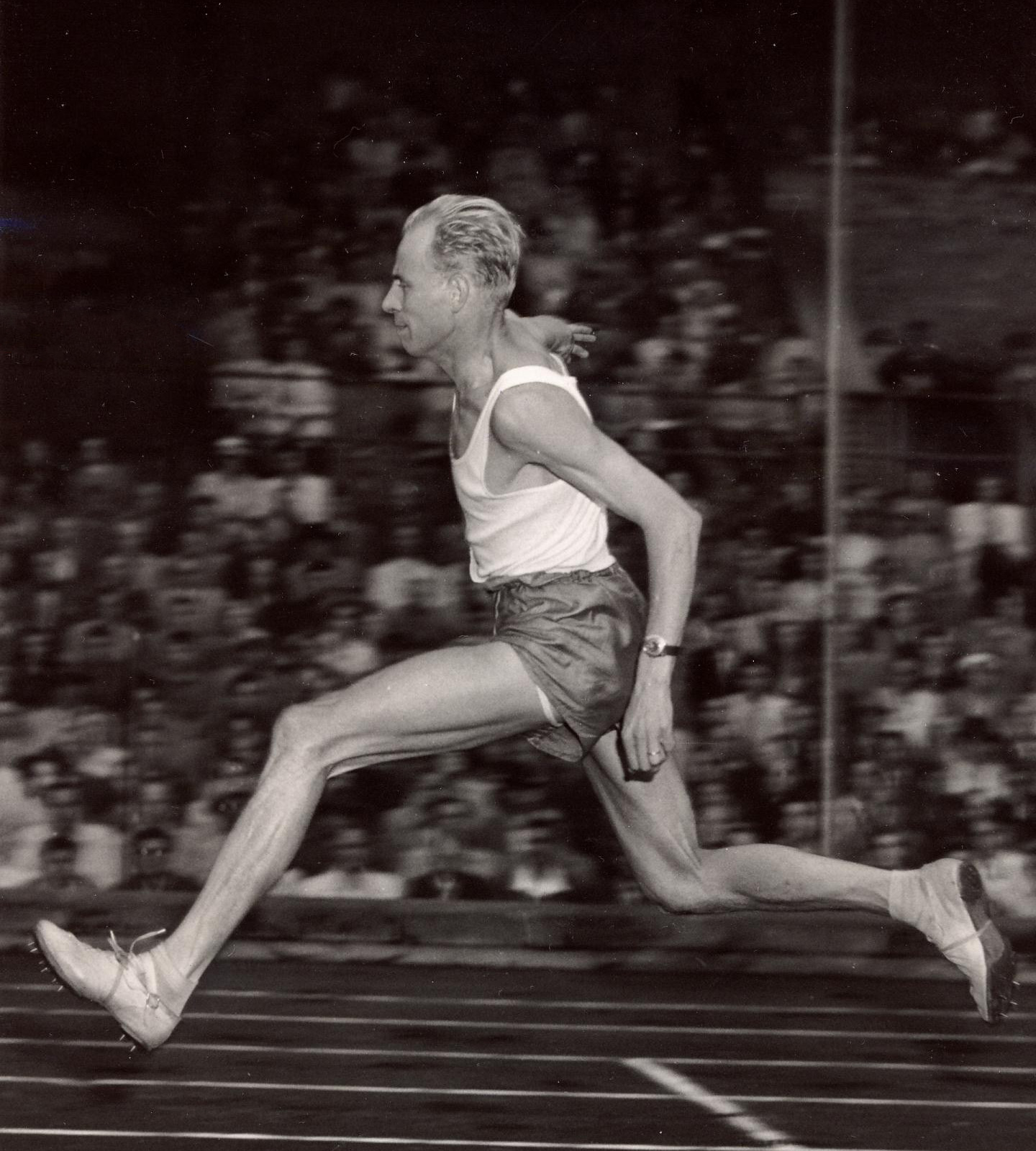
Lennart Moberg, 1950

Lennart Moberg (Karl Gustaf Lennart Moberg; * 26. Dezember 1918 in Stora Tuna; † 5. Februar 1991 in Södertälje) war ein schwedischer Dreispringer.
Bei den Olympischen Spielen 1948 in London kam er auf den 13. Platz. 1950 wurde er Sechster bei den Leichtathletik-Europameisterschaften in Brüssel.
Von 1948 bis 1951 wurde er viermal in Folge Schwedischer Meister. Seine persönliche Bestleistung von 15,27 m stellte er am 19. Juni 1948 in Södertälje auf.